# Xenophón (szobrász)
Xenophón (Kr. e. 2. század) görög szobrász.
Pauszaniasz Periégétész tesz említést róla, márvány- és bronzszobrokat készített. Athénban nevezetes volt Zeuszt ábrázoló munkája.[forrás?] Művei nem maradtak fenn, római másolataik sem beazonosíthatóak.